# Aechmea araneosa
Aechmea araneosa är en gräsväxtart som beskrevs av Lyman Bradford Smith. Aechmea araneosa ingår i släktet Aechmea och familjen Bromeliaceae. Inga underarter finns listade i Catalogue of Life.

## Bildgalleri

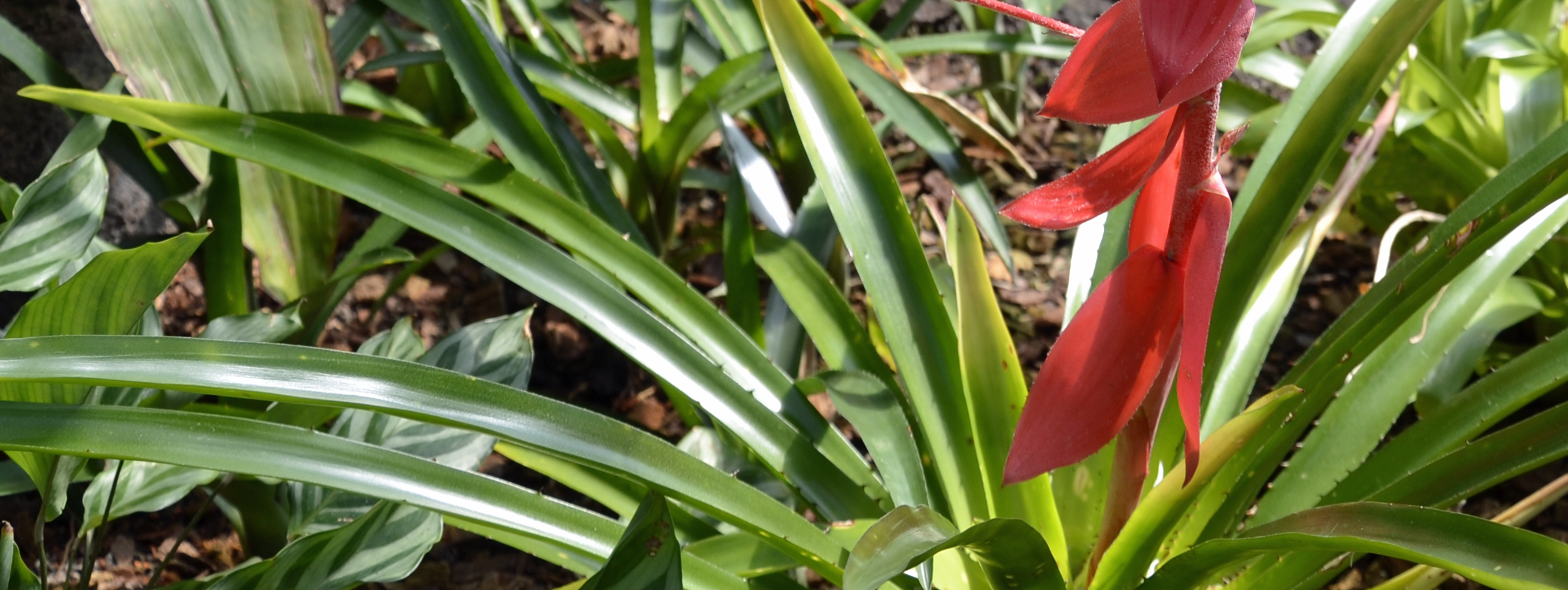